# Безимянка (Калінінградська область)
Безимянка (рос. Безымянка, нім. Nuskern, лит. Niskirdai) — селище Зеленоградського району, Калінінградської області Росії. Входить до складу Ковровського сільського поселення.
Населення — 42 особи (2015 рік).

## Населення
| 2002 | 2010 |
| ---- | ---- |
| 47   | ↘42  |